# Lordelo do Ouro
Lordelo do Ouro est une freguesia de Porto.

## Patrimoine
- Église Saint-Martin